# Kotondo Hasebe
Kotondo Hasebe (jap. 長谷部言人 Hasebe Kotondo; ur. 1882, zm. 1969) – japoński antropolog, anatom i etnograf. Badał m.in. mieszkańców Palau.

## Wybrane prace
- On a Dog Skull of Stone Age in Japan and its Ancestral Form. The Journal of Anthropological Society of Nippon Vol. 61 No. 2  pp.55-58  (1950) PDF
- On the Cranium of a Cat from the Nojima Shell-Mound in the Early Jomon Period. The Journal of Anthropological Society of Nippon  Vol. 65 No. 3  pp.128-134                                         (1956) PDF